# Sebastián Lerdo de Tejada (Durango)
Sebastián Lerdo de Tejada es una localidad del estado mexicano de Durango. Es parte del municipio de Durango.

## Toponimia
El nombre de la localidad rinde homenaje a Sebastián Lerdo de Tejada, presidente de México de 1872 a 1876.

## Demografía
| Gráfica de evolución demográfica |
|                                  |

| Censo | Población |
| ----- | --------- |
| 1900  | 649       |
| 1910  | 499       |
| 1921  | 408       |
| 1930  | 347       |
| 1940  | 346       |
| 1950  | 410       |
| 1960  | 701       |
| 1970  | 772       |
| 1980  | 1 026     |
| 1990  | 1 177     |
| 2000  | 1 432     |
| 2010  | 1 712     |
| 2020  | 1 985     |